# Вилхелм Филхнер
Вилхелм Филхнер (на немски: Wilhelm Filchner) е германски геофизик и географ, пътешественик-изследовател, писател, автор на 27 книги с научнопопулярно съдържание и пътеписи.

## Биография

### Ранни години (1877 – 1900)
Роден е на 13 септември 1877 година в Берлин (по други данни в Байройт), Германия, в богато семейство. Израства в Мюнхен и 15-годишен постъпва в армейския кадетски корпус, след което служи в армията.

### Експедиционна дейност (1900 – 1937)

#### Експедиции в Централна Азия (1900, 1903 – 1905)
През 1900 година Филхнер си взема тримесечна отпуска и с 300 марки в джоба осъществява скоростно преминаване през Памир.
Пътешествието в Памир прави Филхнер известен в Германия и през 1903 – 1905 година осъществява голяма експедиция в Китай и Североизточен Тибет, която вече е спонсорирана от правителството и много добре екипирана и оборудвана. По време на пътуването си извършва първите геомагнитни измервания в района на Синин и езерото Кукунор.

#### Експедиция в Антарктика (1911 – 1913)
След завръщането си от Китай Филхнер предлага програма за организиране на втора голяма германска експедиция до Антарктида след тази на Ерих фон Дригалски през 1901 – 1903 година. Постепенно програмата се оформя, намират се спонсори в лицето на правителството, частни предприемачи и организирана лотария. Като предварителна подготовка за сериозното начинание през 1908 и 1910 година провежда пробни плавания и изследвания до и около архипелага Шпицберген. Конкретните планове за експедицията са представени пред обществеността през март 1910 година в Берлин.
Корабът „Дойчланд“ потегля през май 1911 година от Бремерхафен, през октомври напуска Буенос Айрес и се отправя на юг към източната част на море Уедъл. През лятото (декември-март) на 1911 – 1912 година експедицията преодолява плаващите ледове и на 30 януари 1912 открива и изследва Брега Луитполд (28 – 35º з.д.) и втория по големина на Земята шелфов ледник Филхнер (542,5 хил. км2). На края на шелфовия ледник, на 77°44′ ю. ш. 34°38′ з. д. / 77.733333° ю. ш. 34.633333° з. д. е открит залива Ваксел, където е взето решение да се построи полярна станция. По време на строителството обаче, част от ледника се откъсва и строителството на станцията е изоставено. Поради настъпването на есента корабът се насочва на север, но не успява да се освободи от ледовете и на 9 март 1912 година, на 75°43′ ю. ш. 32°19′ з. д. / 75.716667° ю. ш. 32.316667° з. д., е затиснат в леден плен и започва принудително зимуване, което преминава благополучно.
По време на зимуването се провеждат комплексни научни изследвания в областта на океанографията, глациологията, хидрологията и метеорологията. Проведени са много важни изследвания относно движението на ледовете в централната част на морето, измерени са температурите на повърхностните и придънните земи и са получени първите данни за релефа на дъното в тази част на море Уедъл.
През декември 1912 година, на 63°37′ ю. ш. 36°34′ з. д. / 63.616667° ю. ш. 36.566667° з. д., „Дойчланд“ се освобождава от ледения плен и достига до остров Южна Джорджия и от там се завръща в Германия. Филхнер се надява, че през следващия летен сезон отново ще се върне в Антарктика, за да продължи изследванията си, но в Германия смятат, че плаването му е неуспешно и не са му отпуснати нови средства за следваща експедиция.

#### Нови експедиции в Централна Азия (1926 – 1937)
След успешното приключване на експедицията до Антарктида Филхнер насочва отново вниманието си към Централна Азия. През 1926 – 1928 година предприема второ пътешествие в Тибет като измерва земния магнетизъм по маршрута от Кулджа до Синин, а оттам до Лех в Кашмир.
През 1934 – 1937 година продължава измерванията като потегля от Синин, преминава по северните граници на Тибет през Черчен и Хотан, и отново стига до Лех.

### Следващи години (1938 – 1957)
През 1939 – 1940 година извършва подобни изследвания в Непал и там го заварва Втората световна война. Интерниран е от британските власти в Патна, Индия, а от 13 септември 1941 до ноември 1946 година пребивава във военнопленнически лагер в щата Махаращра. След войната се завръща в Европа, живее в Цюрих и там умира на 7 май 1957 година на 79-годишна възраст.

## Памет
Неговото име носят:
- нос Филхнер (66°30′ ю. ш. 92°00′ и. д. / 66.5° ю. ш. 92° и. д.), в Антарктида, Земя кралица Мери;
- планина Филхнер (72°00′ ю. ш. 7°30′ и. д. / 72° ю. ш. 7.5° и. д.), в Антарктида, Земя кралица Мод;
- шелфов ледник филхнер, в Антарктида;
- шелфов ледник Филхнер-Роне, в Антарктида, най-големия шелфов ледник на Земята.

## Съчинения
- Ein Ritt über den Pamir, 1903
- Das Kloster Kumbum, 1906
- Das Rätsel des Matschu, 1907
- Quer durch Spitzbergen, zusammen mit Heinrich Seelheim, Mittler und Sohn, Königl. Hofbuchhandlung, Berlin 1911
- Zum sechsten Erdteil. Die zweite deutsche Südpolar-Expedition Ullstein Verlag, Berlin 1922
- Tschung-Kue – Das Reich der Mitte – Alt-China vor dem Zusammenbruch Deutsche Buch-Gemeinschaft, Berlin 1924
- Sturm über Asien. Erlebnisse eines diplomatischen Geheimagenten Neufeld & Henius Verlag, Berlin 1924
- Quer durch Ost-Tibet Mittler und Sohn Buchdruckerei, Berlin 1925
- Wetterleuchten im Osten. Erlebnisse eines diplomatischen Geheimagenten Peter J. Oestergaard Verlag, Berlin 1927
- Hui-Hui – Asiens Islamkämpfe Peter J. Oestergaard Verlag, Berlin 1928
- Om mani padme hum 1928 (erschienen in 27 Auflagen, über die Tibetexpedition 1926/28)
- China Asiens Hochsteppen Ewiges Eis Herder&Co Verlagsbuchhandlung, Freiburg im Breisgau 1930
- Kumbum Dschamba Ling. Das Kloster der hunderttausend Bilder Maitreyas. Ein Ausschnitt aus Leben und Lehre des heutigen Lamaismus Nach Beobachtungen während seiner Tibetexpedition 1926/28, in Kommission bei F.A. Brockhaus, Leipzig 1933
- Bismillah! – Vom Huang-ho zum Indus F.A.Brockhaus, Leipzig 1938
- Ein Forscherleben Eberhard Brockhaus, Wiesbaden 1950
- In der Fieberhölle Nepals Eberhard Brockhaus, Wiesbaden 1951
- Hindustan im Festgewand zusammen mit D. Shrîdhar Marâthe, Joseph Giesel Verlagsbuchhandlung, Celle 1953